# Fontaine-la-Gaillarde
Fontaine-la-Gaillarde és un municipi francès, situat al departament del Yonne i a la regió de Borgonya - Franc Comtat. L'any 2007 tenia 507 habitants.

## Demografia

### Població
El 2007 la població de fet de Fontaine-la-Gaillarde era de 507 persones. Hi havia 192 famílies, de les quals 40 eren unipersonals (8 homes vivint sols i 32 dones vivint soles), 68 parelles sense fills i 84 parelles amb fills.
La població ha evolucionat segons el següent gràfic:
Habitants censats

### Habitatges
El 2007 hi havia 222 habitatges, 201 eren l'habitatge principal de la família, 15 eren segones residències i 6 estaven desocupats. Tots els 222 habitatges eren cases. Dels 201 habitatges principals, 188 estaven ocupats pels seus propietaris, 10 estaven llogats i ocupats pels llogaters i 3 estaven cedits a títol gratuït; 5 tenien dues cambres, 19 en tenien tres, 62 en tenien quatre i 115 en tenien cinc o més. 157 habitatges disposaven pel capbaix d'una plaça de pàrquing. A 67 habitatges hi havia un automòbil i a 127 n'hi havia dos o més.

### Piràmide de població
La piràmide de població per edats i sexe el 2009 era:
| Homes | Edats   | Dones |
| ----- | ------- | ----- |
| 0     | 95 o +  | 0     |
| 0     | 90 a 94 | 0     |
| 0     | 85 a 89 | 8     |
| 0     | 80 a 84 | 0     |
| 4     | 75 a 79 | 0     |
| 8     | 70 a 74 | 8     |
| 20    | 65 a 69 | 0     |
| 20    | 60 a 64 | 20    |
| 4     | 55 a 59 | 16    |
| 16    | 50 a 54 | 20    |
| 8     | 45 a 49 | 16    |
| 28    | 40 a 44 | 28    |
| 28    | 35 a 39 | 20    |
| 16    | 30 a 34 | 8     |
| 20    | 25 a 29 | 16    |
| 12    | 20 a 24 | 4     |
| 28    | 15 a 19 | 28    |
| 32    | 10 a 14 | 12    |
| 24    | 5 a 9   | 16    |
| 0     | 0 a 4   | 12    |

## Economia
El 2007 la població en edat de treballar era de 334 persones, 259 eren actives i 75 eren inactives. De les 259 persones actives 241 estaven ocupades (130 homes i 111 dones) i 18 estaven aturades (9 homes i 9 dones). De les 75 persones inactives 31 estaven jubilades, 26 estaven estudiant i 18 estaven classificades com a «altres inactius».

### Ingressos
El 2009 a Fontaine-la-Gaillarde hi havia 198 unitats fiscals que integraven 497 persones, la mediana anual d'ingressos fiscals per persona era de 20.979 €.

### Activitats econòmiques
Dels 13 establiments que hi havia el 2007, 4 eren d'empreses de construcció, 3 d'empreses de comerç i reparació d'automòbils, 1 d'una empresa d'hostatgeria i restauració, 2 d'empreses immobiliàries i 3 d'empreses de serveis.
Dels 6 establiments de servei als particulars que hi havia el 2009, 1 era un taller de reparació d'automòbils i de material agrícola, 1 paleta, 1 electricista, 2 empreses de construcció i 1 agència immobiliària.
L'any 2000 a Fontaine-la-Gaillarde hi havia 5 explotacions agrícoles.

## Equipaments sanitaris i escolars
El 2009 hi havia una escola elemental integrada dins d'un grup escolar amb les comunes properes formant una escola dispersa.

## Poblacions més properes
El següent diagrama mostra les poblacions més properes.